# Berisalići
Berisalići – wieś w Bośni i Hercegowinie, w Federacji Bośni i Hercegowiny, w kantonie zenicko-dobojskim, w gminie Olovo. W 2013 roku liczyła 451 mieszkańców, z czego większość stanowili Boszniacy.